# وودرو جونز
وودرو وجورج جونز (بالإنجليزية: Woodrow W. Jones)‏ (و. 1914 – 2002 م) هو سياسي، ومحامي، وقاضي من الولايات المتحدة الأمريكية . ولد في مقاطعة روذرفورد (كارولاينا الشمالية) .تولى منصب عضو مجلس نواب ولاية كارولينا الشمالية .
وهو عضو في الحزب الديمقراطي الأمريكي .